# 이그나츠 모셸레스

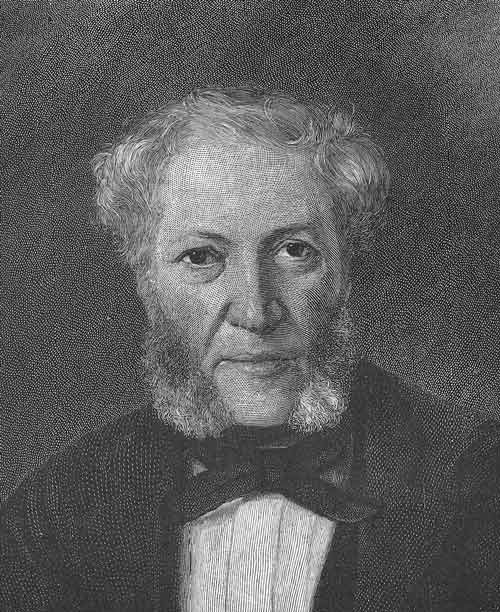

이그나츠 모셸레스(Ignaz Moscheles, 1794년 5월 23일 ~ 1870년 3월 10일)는 작곡가이자 피아노 연주자로, 그의 처음에는 런던, 그리고 라이프치히에서 활동하였다. 라이프치히에서 그의 친구이자 제자였던 펠릭스 멘델스존과 함께 라이프치히 음악원의 피아노 교수로 합류했다.

## 생애
모셸레스는 프라하에서 독일어를 사용하는 유대인 상인 가족의 아들로 태어났다.
모셸레스는 1808년 빈에 정착했다. 빈에 있는 동안 모셸레스는 그의 우상 루트비히 판 베토벤을 만날 수 있었는데 베토벤은 모셸레스의 능력에 깊은 인상을 받았으며 그의 오페라 피델리오를 피아노로 편곡하는 일을 맡겼다.
그는 펠릭스 멘델스존과도 긴밀한 관계를 맺었다.

## 음악
모셸레스는 여러 교향곡, 서곡, 발레곡, 피아노 협주곡, 실내악, 피아노 독주곡을 작곡했다.